# Majgaon
Majgaon es una ciudad censal situada en el distrito de Sindhudurg en el estado de Maharashtra (India). Su población es de 5080 habitantes (2011). Se encuentra a 114 km de Kolhapur.

## Demografía
Según el censo de 2011 la población de Majgaon era de 5080 habitantes, de los cuales 3342 eran hombres y 3269 eran mujeres. Majgaon tiene una tasa media de alfabetización del 90,83%, superior a la media estatal del 82,34%: la alfabetización masculina es del 95,02%, y la alfabetización femenina del 86,91%.